# آن دودغ
آن دودغ هي راكبة الكنو كندية، ولدت في 26 مارس 1958 في هاليفاكس في كندا.

## وصلات خارجية
- آن دودغ على موقع أوليمبيديا (الإنجليزية)